# Едмон де Ротшильд
Барон Едмо́н де Ро́тшильд (англ. Edmond Benjamin James de Rothschild, Едмонд Біньямін Джеймс де Ротшильд; 19 серпня 1845, Париж — 2 листопада 1934, Париж) — французький філантроп, організатор і покровитель єврейського переселенського руху на Святій землі (Палестина) наприкінці XIX — початку XX століть.
Едмон де Ротшильд — молодший син Джеймса Якоба Меєра Ротшильда, засновника французької гілки Ротшильдів, династії єврейських філантропів.

## Філантропська діяльність у Палестині
У 1882 році почав викуповувати земельні ділянки в Палестині, разом тим всілякими засобами заохочуючи й підтримуючи, в першу чергу, фінансово, переселенський рух євреїв до Святої землі. В тому числі він посприяв у 1880-ті переїзду до Палестини багатьох євреїв з території Російської імперії, що побоювалися погромів.
У 1889 році передав 25 000 гектарів землі, а також всі управлінські функції, пов'язані з розвитком старих і створенням нових поселень, у відання Єврейського колонізаційного товариства. Фінансові засоби Ротшильда до кінця його життя лишались головним джерелом фінансування поселенської діяльності — так, він відразу передав Єврейському колонізаційному товариству чек на 15 млн франків золотом.
У 1924 році Єврейське колонізаційне товариство володіло в Палестині понад 500 км² землі. Загальні кошти, які витратив Ротшильд на всі ці заходи, оцінюються в понад 50 млн. доларів. Ротшильд здійснював пряме керівництво цією діяльністю як президент спеціально створеної при Єврейському колонізаційному товаристві Палестинської ради.
Започаткування співпраці Єврейського колонізаційного товариства з сіоністськими організаціями припадає аж на 1913 рік, тобто перед самим початком Першої світової війни. Тоді ж Ротшильд уперше зустрівся з лідером сіоністського руху Хаїмом Вейцманом, підтримавши його план заснування в Єрусалимі Єврейського університету.
У 1887–1925 роках здійснив п'ять поїздок до Палестини. Своє четверте за ліком відвідання восени 1914 року здійснював уже як «відомий любитель Сіону» (ховев Ціон). На зустрічі з Х. Вейцманом, що відбулася в грудні 1914 року він висловив рішучу підтримку ідеї створення у Країні Ізраїля незалежної єврейської держави.
Про свій внесок у розвиток майбутньої Держави Ізраїль барон Ротшильд висловився в такий спосіб:
|  | «Без мене сіоністи мало б чого досягли, але й без сіоністів загинула б моя власна справа». |

Згідно з заповітом Ротшильда, його рештки та рештки його дружини Аделаїди в 1954 році перевезено вже до незалежного Ізраїлю і поховано в усипальниці в парку Рамат-ха-Надів у Зіхрон-Яакові, де в 1882 році закладено одне з перших репатріантських поселень.

## Вшанування
На честь барона Ротшильда в Ізраїлі названо:
- Біньяміна — населений пункт, що з 2003 року входить до складу Біньяміна-Ґіват Ада;
- Бульвар Ротшильда — одна з найбільших вулиць у центральній частині Тель-Авіва.